# Wardrecques
Wardrecques (Nederlands: Werdrik) is een gemeente in het Franse departement Pas-de-Calais (regio Hauts-de-France). De plaats maakt deel uit van het arrondissement Sint-Omaars. Wardrecques telde op 1 januari 2022 1.338 inwoners.

## Naam
De oudste vermelding van de plaatsnaam is uit 1096 als Werdric en is afgeleid van de Frankische mannelijke voornaam Werrecho of Werdher.   De huidige naam is daarvan een Franstalige fonetische nabootsing.
De spelling van de naam van het dorp heeft door de eeuwen heen gevarieerd. Chronologisch heette het achtereenvolgens: Werdric (1096), Gueldreca (1119), Werdereke (1145) en Werdreque (1334). Hierna kreeg en behield het zijn huidige naam en spellingswijze.
De naam van de plaats luidt in het Frans-Vlaams: Werdrik. .

## Geografie
De oppervlakte van Wardrecques bedroeg op 1 januari 2022 3,72 vierkante kilometer; de bevolkingsdichtheid was toen 359,7 inwoners per km².

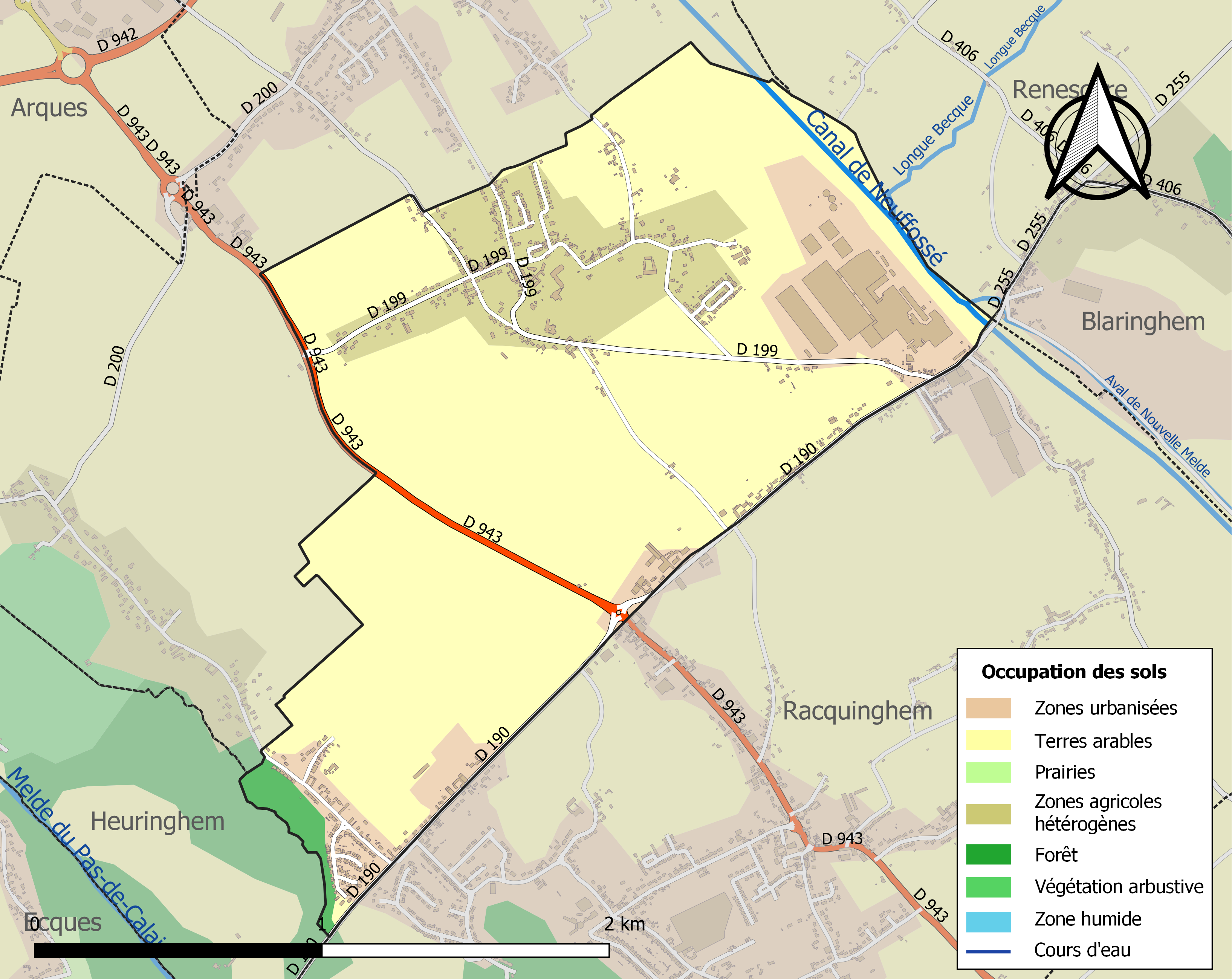
Kaart van de gemeente met belangrijkste infrastructuur, bodemgebruik en omliggende gemeenten

## Demografie
Onderstaande figuur toont het verloop van het inwonertal (bron: INSEE-tellingen).